# Mokabryggare

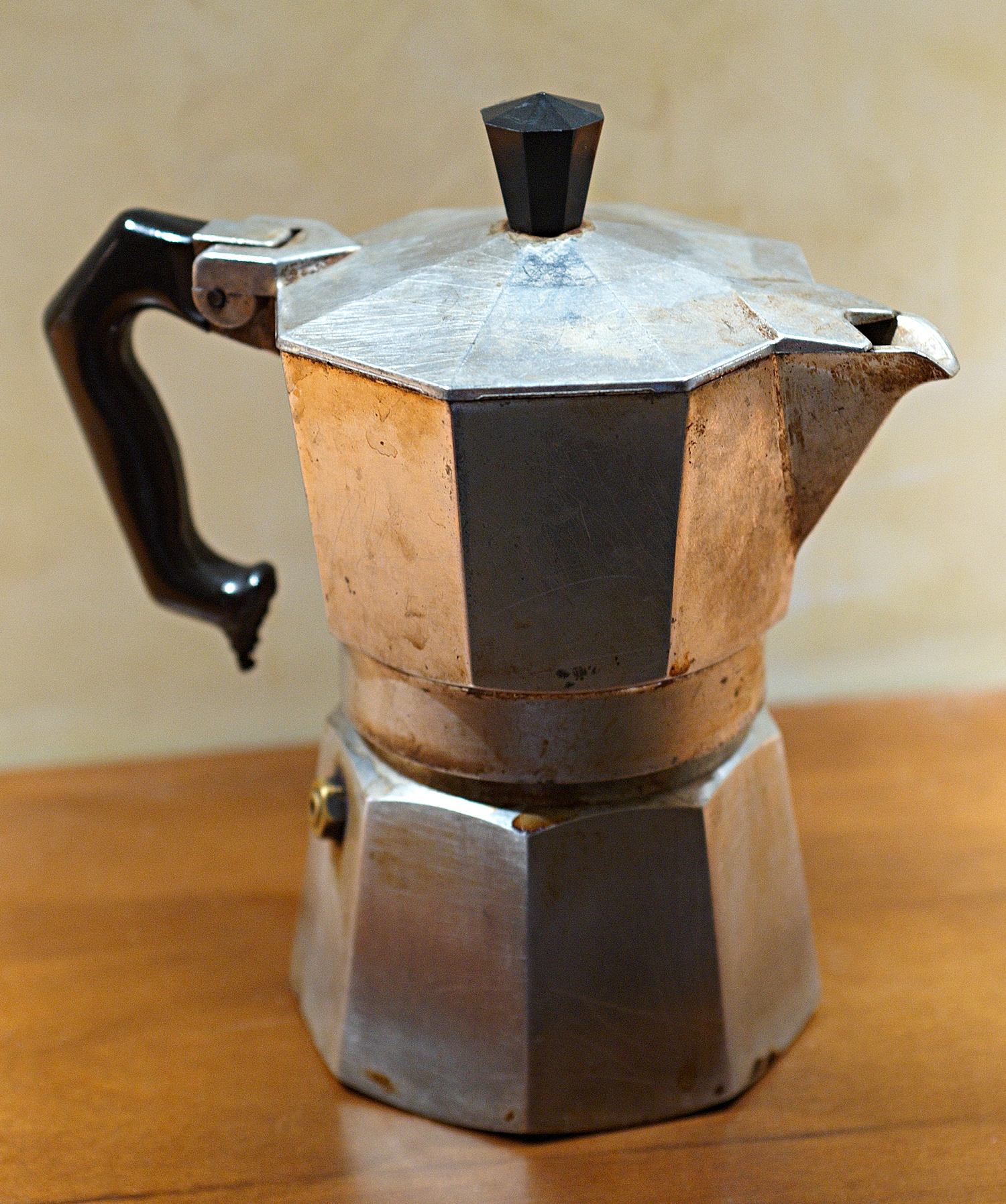
En mokabryggare i aluminium

Mokabryggaren är en typ av kaffebryggare som ställs direkt på spisplattan. När vattnet i den undre behållaren börjar koka tvingas det, på grund av övertrycket som bildas, upp genom ett rör och igenom det ovanliggande filtret innehållandes finmalda kaffebönor. Det färdiga kaffet samlas sedan i den översta behållaren.
Mokabryggaren använder alltså precis som espressomaskiner tryck vid beredningen av kaffe. Trycket är dock lägre för mokabryggaren; 1,5 - 2 bar jämfört med espressomaskinernas 9 bar.
Moka Express skapades 1933 av den italienske formgivaren Alfonso Bialetti och finns numera i de allra flesta italienska, portugisiska och spanska hem, där denna typ av bryggare är den vanligaste för att göra kaffe. Bryggaren kan vara gjord i aluminium eller rostfritt stål med bakelithandtag och tillverkas i olika storlekar, där den minsta gör en eller två 50 ml koppar och den största är en tolvkoppars-variant.. Flera tillverkare framställer idag även elektriska mokabryggare, dvs. där vattnet värms med i den undre behållaren inbyggda elektriska element, ungefär som för en vattenkokare.

Moka Express i genomskärning.
A: undre behållare.
B: filtertratt med kaffe, notera röret som når ned under vattenytan i den undre behållaren.
C: övre behållare.